# Moscato di Saracena
Il Moscato di Saracena è un vino ottenuto dal Moscatello di Saracena che è un vitigno autoctono e una coltivazione tipica ed esclusiva del comune di Saracena, (Città del Vino) nell'area del Pollino in Provincia di Cosenza.
Il Moscato di Saracena è un vino passito da meditazione. Si produce con un procedimento antichissimo che prevede la vinificazione separata dell'uva moscatello, ottenuta dal vitigno autoctono e da altre uve. Il mosto ottenuto dalla vinificazione delle uve Malvasia, Duraca e Guarnaccia viene concentrato – attraverso un processo di sapiente e peculiare bollitura - per ottenere una riduzione di circa un terzo del totale: questo procedimento determina un aumento del grado zuccherino e quindi del grado alcolometrico. L'aroma ed il gusto particolari provengono invece dall'uva moscatello, raccolta e appassita alcune settimane prima della vendemmia. L'uva moscatello disidratata, selezionata e schiacciata manualmente, viene quindi aggiunta – nelle giuste proporzioni – al mosto concentrato. Dopo una lunga e lenta fermentazione, si ottiene un vino passito color giallo ambra dall'aroma intenso e dal sapore di miele, fichi secchi, frutta esotica.
Rilevanti i riconoscimenti e i premi su scala internazionale.
Il Moscato al governo di Saracena è un presidio slow food.